# Lars Engquist (präst)
Lars Erik Engquist, född 5 maj 1933 i Tjällmo församling, död 1996, var en svensk präst.
Engquist kom efter studier vid Fjellstedtska skolan till Uppsala universitet år 1957, där han blev teol. kand. 1960. Han prästvigdes i Linköping samma år och fick missiv till Högby församling, där han blev kyrkoadjunkt 1962. År 1963 tillträdde han som stiftsadjunkt i Linköpings stift och blev komminister i Mjölby församling samt slutligen kyrkoherde i Råneå församling 1966. Under uppmärksammade former lämnade han Svenska kyrkan och begärde hösten 1976 avsked från prästämbetet av teologiska skäl. Han var därefter aktiv som präst i Lutherska bekännelsekyrkan. Han var också ordförande i stiftelsen Biblicum.
Engquist var gift och hade tre barn, av vilka sonen Johan Engquist var gift med idrottskvinnan Ludmila Engquist.